# Rue des Dunes
La rue des Dunes est une voie du 19e arrondissement de Paris, en France.

## Situation et accès
La rue des Dunes est une voie publique située dans le 19e arrondissement de Paris. Elle débute au 8, rue Lauzin et se termine au 49, avenue Simon-Bolivar.

## Origine du nom
Elle porte ce nom en mémoire de la bataille des Dunes, gagnée en 1658 par Turenne sur le Grand Condé et les Espagnols.

## Historique
Cette voie, ouverte par M. Lauzin sous le nom de « rue de Florence », prend sa dénomination actuelle par un arrêté du 1er février 1877.
Le 11 mars 1918, durant la Première Guerre mondiale, les nos 4 et 6 rue des Dunes sont touchés lors d'un raid effectué par des avions allemands.

## Bâtiments remarquables et lieux de mémoire
- no 8 : siège d'Act Up-Paris.